# Wacław Drozdowski (dziennikarz)
Wacław Drozdowski (ur. 11 kwietnia 1895 w Warszawie, zm. 2 sierpnia 1977) – polski dziennikarz, z wykształcenia prawnik, uczestnik wojny 1919–1920, pionier Wrocławia.

## Życiorys
Syn Stanisława i Aleksandry z Sułkowskich. Studiował na Politechnice Warszawskiej oraz Wydziałach Prawnych Uniwersytetu Warszawskiego i Poznańskiego. Był redaktorem i publicystą gazet w Warszawie i Poznaniu. Wieloletni sekretarz głównego dziennika Narodowej Demokracji „Gazeta Warszawska”.
W 1915 pracował w Straży Obywatelskiej. Był członkiem Korporacji Akademickiej Welecja.
Działacz Narodowego Zjednoczenia Młodzieży Akademickiej (prezes w 1920), późniejszej Młodzieży Wszechpolskiej, Związku Ludowo-Narodowego i Stronnictwa Narodowego.
24 kwietnia 1926 roku pojedynkował się na szable z ówczesnym pułkownikiem Sztabu Generalnego Bolesławem Wieniawa-Długoszowskim.
Po II wojnie światowej organizował we Wrocławiu Tymczasowy Zarząd Państwowy (zajmujący się pozostawionym mieniem) i pełnił funkcję naczelnika w Zarządzie Nieruchomości Miejskich. W latach 1947–1948 dziennikarz w „Naprzodzie Dolnośląskim”, a w okresie 1948–1964 (do emerytury) w „Słowie Polskim”, w którym był kierownikiem działu miejskiego i wychowawcą rzeszy młodych dziennikarzy. Znany z walki o problemy miasta na łamach „Słowa Polskiego”. Jeden z twórców Towarzystwa Miłośników Wrocławia. Był wiceprezesem Oddziału Wrocławskiego Stowarzyszenia Dziennikarzy Polskich i współorganizatorem konkursu „Ukwiecamy Wrocław”.
Zmarł 2 sierpnia 1977, został pochowany na cmentarzu św. Wawrzyńca przy ul. Bujwida we Wrocławiu.
Wydawnictwo Ossolineum opublikowało pośmiertnie (1978) wspomnienia Drozdowskiego „Zapiski starego reportera”.